# Waroc'h II
Waroch II o Guérech (bretó: Gwereg) (mort el 594), escrit també Waroc i Waroc'h, fou rei del Bro Waroch (Broërec o Bro-Erec) al sud-oest de l'Armòrica, fill de Macliau i net de Waroch I.
Fou rei entre 577 i 594, Waroch va regnar sobre la regió dels vènets i la seva capital Vennetium (antic nom de Vannes). Sembla que el títol donat pels francs fou el de comte i no el de rei. Per convenció, per diferenciar-lo del seu avi, se'l designa com a Waroch II.

## Biografia
El 578 Waroch es va apoderar de Vannes i va imposar el seu domini sobre el Bro Waroch (Broërec); Khilperic I va reaccionar i va aixecar un exèrcit a Turena, Bayeux (Bessin), Maine, Anjou i Poitou. Els contingents saxons del Bessin foren derrotats pels bretons al riu Vilaine, llavors frontera de Bretanya. Waroch demanà la pau i obtingué Vannes mitjançant el pagament d'un tribut anual, garantit pel seu fill donat en ostatge. Més tard va enviar a Khilperic al bisbe Eunius o Euni de Vannes per denunciar el tractat, i el bisbe fou exiliat pel rei dels francs.
L'any següent Waroch va envair el país de Rennes. Euni de Vannes, alliberat, fou enviat a Angers per negociar un acord. El duc franc Beppolène va assolar Bretanya, el que va provocar una nova invasió dels bretons que saquejaren el Bro Roazhon (País Rennès) i el Bro Naoned (País Nantès), apropiant-se de la verema. El bisbe Fèlix de Nantes intentà vanament interposar-se
El 587 Waroch va envair de nou el Bro Naoned. Els reis Guntram i Clotari II li enviaren emissaris, entre els quals Namaci, bisbe d'Orleans, i Bertran, Bisbe de Le Mans, i es va concloure un acord. Els caps bretons Waroch i Iudmaël es comprometeren a pagar 1000 sous d'indemnització a cadascun dels reis; però Waroch es va apoderar de la verema i va portar el vi a Vannes. Gontran amenaçava d'enviar un exèrcit, però no va fer res.
Waroch va tacar altre cop el Bro Roazhon o Bro Naoned el 590. Aquesta vegada, Gontran va enviar tropes dirigides pels ducs Beppolène i Ebracari, que van passar el riu Vilaine i avançaren fins al riu Oust. Fredegunda hauria enviat en ajut dels bretons als saxons del Bessin i Beppolène va resultar mort després de tres dies de combat en aiguamolls. No obstant Ebracari, amb el gruix principal de les tropes, va avançar cap a Vannes. El bisbe de la ciutat, Regalis, li va obrir les portes. Waroch va intentar escapar-se per mar, però la tempesta va destruir la seva flota carregada de botí, i es va sotmetre a Ebracari, que obtingué d'altra banda un jurament de fidelitat al rei franc del bisbe i dels habitants rurals del Vannetès, que sofrien llavors el jou dels bretons. Waroch va donar el seu nebot en ostatge o penyora de la seva submissió al rei franc, però el seu fill Canao va atacar la rereguarda de l'exèrcit franc en retirada (els «inferiors i els pobres») quan passaven el riu Vilaine. Aquells que no foren morts foren reduïts a l'esclavitud. Alguns després reberen de la dona de Waroch la llibertat. La resta de l'exèrcit franc, que temia les represàlies de les poblacions dels països que havia destrossat en l'anada, va tornar per l'Anjou fins als ponts del riu Maine, i després va saquejar la Turena. Els supervivents es justificaren davant Gontran acusant Ebracari i al comte Willicari d'haver venut la retirada de l'exèrcit a Waroch. El rei va fer matar el duc quan aquest es va presentar i el comte va preferir la fugida.
Waroch i el seu fill, potser a petició de Fredegunda, saquejaren de nou les diòcesis de Nantes i de Rennes cap al 593. Khildebert II va enviar contra ells un exèrcit que els va lliurar el 594 una batalla de la qual el resultat sembla haver estat favorable als bretons. Fredegari és l'únic que la menciona per dir: «Hi va haver una gran matança de les dues nacions. » Després d'aquest episodi, Waroch i el seu fill ja no són mencionats pels annalistes francs o bretons.

### Genealogia
|                        |                        |                        |                        |                        |                        |              |              |              |              |  |  |                                 |                              |                              |                              |                              |                              |                           |                           |                           |                           |  |  | Waroc'h I |  |  |  |  |  |  |  |  |  |  |  |  |  |  |  |  |  |  |  |  |  |  |  |  |  |
|                        |                        |                        |                        |                        |                        |              |              |              |              |  |  |                                 |                              |                              |                              |                              |                              |                           |                           |                           |                           |  |  |           |  |  |  |  |  |  |  |  |  |  |  |  |  |  |  |  |  |  |  |  |  |  |  |  |  |
|                        |                        |                        |                        |                        |                        |              |              |              |              |  |  |                                 |                              |                              |                              |                              |                              |                           |                           |                           |                           |  |  |           |  |  |  |  |  |  |  |  |  |  |  |  |  |  |  |  |  |  |  |  |  |  |  |  |  |
| Conomor Comte de Poher | Conomor Comte de Poher | Conomor Comte de Poher | Conomor Comte de Poher | Conomor Comte de Poher | Conomor Comte de Poher |              |              |              |              |  |  |                                 |                              |                              |                              | Canao I Rei de Bro Waroch    | Canao I Rei de Bro Waroch    | Canao I Rei de Bro Waroch | Canao I Rei de Bro Waroch | Canao I Rei de Bro Waroch | Canao I Rei de Bro Waroch |  |  |           |  |  |  |  |  |  |  |  |  |  |  |  |  |  |  |  |  |  |  |  |  |  |  |  |  |
| Conomor Comte de Poher | Conomor Comte de Poher | Conomor Comte de Poher | Conomor Comte de Poher | Conomor Comte de Poher | Conomor Comte de Poher |              |              |              |              |  |  |                                 |                              |                              |                              | Canao I Rei de Bro Waroch    | Canao I Rei de Bro Waroch    | Canao I Rei de Bro Waroch | Canao I Rei de Bro Waroch | Canao I Rei de Bro Waroch | Canao I Rei de Bro Waroch |  |  |           |  |  |  |  |  |  |  |  |  |  |  |  |  |  |  |  |  |  |  |  |  |  |  |  |  |
|                        |                        |                        |                        |                        |                        |              |              |              |              |  |  |                                 |                              |                              |                              |                              |                              |                           |                           |                           |                           |  |  |           |  |  |  |  |  |  |  |  |  |  |  |  |  |  |  |  |  |  |  |  |  |  |  |  |  |
|                        |                        |                        |                        |                        |                        |              |              |              |              |  |  |                                 |                              |                              |                              |                              |                              |                           |                           |                           |                           |  |  |           |  |  |  |  |  |  |  |  |  |  |  |  |  |  |  |  |  |  |  |  |  |  |  |  |  |
|                        |                        |                        |                        | Sant Trémeur           | Sant Trémeur           | Sant Trémeur | Sant Trémeur | Sant Trémeur | Sant Trémeur |  |  | Waroc'h II Rei de Bro Waroch    | Waroc'h II Rei de Bro Waroch | Waroc'h II Rei de Bro Waroch | Waroc'h II Rei de Bro Waroch | Waroc'h II Rei de Bro Waroch | Waroc'h II Rei de Bro Waroch |                           |                           |                           |                           |  |  |           |  |  |  |  |  |  |  |  |  |  |  |  |  |  |  |  |  |  |  |  |  |  |  |  |  |
|                        |                        |                        |                        | Sant Trémeur           | Sant Trémeur           | Sant Trémeur | Sant Trémeur | Sant Trémeur | Sant Trémeur |  |  | Waroc'h II Rei de Bro Waroch    | Waroc'h II Rei de Bro Waroch | Waroc'h II Rei de Bro Waroch | Waroc'h II Rei de Bro Waroch | Waroc'h II Rei de Bro Waroch | Waroc'h II Rei de Bro Waroch |                           |                           |                           |                           |  |  |           |  |  |  |  |  |  |  |  |  |  |  |  |  |  |  |  |  |  |  |  |  |  |  |  |  |
|                        |                        |                        |                        |                        |                        |              |              |              |              |  |  |                                 |                              |                              |                              |                              |                              |                           |                           |                           |                           |  |  |           |  |  |  |  |  |  |  |  |  |  |  |  |  |  |  |  |  |  |  |  |  |  |  |  |  |
|                        |                        |                        |                        |                        |                        |              |              |              |              |  |  | Canao II, rei de Bro Waroch (?) |                              |                              |                              |                              |                              |                           |                           |                           |                           |  |  |           |  |  |  |  |  |  |  |  |  |  |  |  |  |  |  |  |  |  |  |  |  |  |  |  |  |